# Bataille d'Odessa (1914)
Pour les articles homonymes, voir Bataille d'Odessa.
Première Guerre mondiale
Batailles
- Blocus allié de l'Allemagne
- Odensholm (08-1914)
- 1re Heligoland (08-1914)
- Action du 22 septembre 1914
- Falklands (12-1914)
- Dogger Bank (01-1915)
- Gotland (07-1915)
- Golfe de Riga (08-1915)
- Yarmouth et Lowestoft (04-1916)
- Jutland (05-1916)
- Funchal (12-1916)
- Combat entre le Leopard et le HMS Achilles
- Pas-de-Calais (04-1917)
- Combat entre le HMAS Sydney et le LZ92
- Détroit de Muhu (10-1917)
- 2e Heligoland (11-1917)
- Croisière de glace (02/03-1918)
- Zeebruges (04-1918)
- 1er Ostende (04-1918)
- 2e Ostende (05-1918)
- Sabordage allemand à Scapa Flow (06-1919)

Bataille de la mer Noire
- 12 octobre 1914
- Odessa (10-1914)
- Novorossiisk
- Feodosia
- Cap Sarytch
- île Kirpen (1re)
- île Kirpen (2e)

Front d'Europe de l'Ouest
Front italien
Front d'Europe de l'Est
Front des Balkans
Front africain
Front du Moyen-Orient
La bataille d'Odessa est une attaque navale de l'Empire ottoman contre le port russe d'Odessa, en octobre 1914. Cette bataille fait partie de l'action d'envergure menée par la marine ottomane pour détruire la flotte russe de la mer Noire et diverses cibles à terre. La principale conséquence de ce raid est la déclaration de guerre de la Russie à l'Empire ottoman, le 1er novembre 1914.

## Contexte
L'ensemble du raid de la mer Noire dont fait partie cette bataille est dirigé par l'ancien commandant allemand de l'escadre de Méditerranée, Wilhelm Souchon, nommé en août 1914 à la tête de la marine ottomane. Avec une force navale de trois croiseurs de bataille, deux croiseurs, quatre destroyers et deux mouilleurs de mines, il entre en mer Noire le 27 octobre avec l'intention d'attaquer les bases navales russes et leur flotte si les circonstances se révèlent favorables. Plusieurs actions séparées sont menées. L'une d'entre elles vise le port d'Odessa.

## Bataille

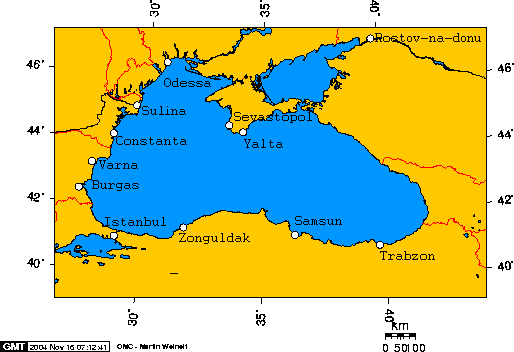
La mer Noire et ses principaux ports.

Souchon envoie deux destroyers,, Gayret-i Vataniye (commandant Ahmet Ayasofyalı) et Muavenet-i Milliye (commandant Ahmet Safet) pour attaquer Odessa.
Le 29 octobre, vers trois heures du matin, les deux bâtiments turcs entrent dans le port où se trouvent trois navires de guerre russes ainsi que quatre cargos. Il s'agit de deux canonnières de 1 200 tonnes, Koubanets et Donets, et du dragueur de mines Bechtau.
Les deux destroyers attaquent au canon le Donets puis lancent deux torpilles quand ils arrivent à portée. L'une d'elles coule la canonnière russe. L'autre canonnière est ensuite prise à partie. Elle est endommagée par les tirs en cherchant à s'échapper. Les navires marchands sont aussi endommagés. Le dragueur de mines russe est incendié par les tirs des destroyers et finit par couler.
Les navires turcs tournent ensuite leurs canons contre la ville, qu'ils bombardent pendant une heure en causant de gros dégâts. Ils quittent les lieux avant cinq heures du matin et mettent le cap sur Constantinople en compagnie d'un mouilleur de mines qui venait de poser un champ de mines dans le golfe Borysthénique, devant le port d'Otchakiv.

## Conséquences
Les forces russes préviennent immédiatement la garnison de Sébastopol qui se met en état d'alerte, de même que les batteries côtières et une petite escadre composée d'un mouilleur de mines et de quelques canonnières, qui est déployée. Au petit matin du 29 octobre, vers cinq heures, l'amiral Souchon se présente avec son escadre devant Sébastopol pour bombarder la base russe.
L'artillerie côtière russe entre en action et incite les Ottomans à s'éloigner. Sur le chemin du retour, l'escadre de Souchon rencontre une escadre russe. Cette dernière bat en retraite après que son navire de tête ait été sévèrement endommagé. Les ports de Théodosie et Novorossiisk sont aussi attaqués lors de ce raid. Le détroit de Kertch (entre la mer Noire et la mer d'Azov) est miné.
Le 1er novembre 1914, la Russie déclare la guerre à l'Empire ottoman.

## Sources
- (en) Cet article est partiellement ou en totalité issu de l’article de Wikipédia en anglais intitulé « Battle of Odessa (1914) » (voir la liste des auteurs).
- Les ouvrages utilisés pour cet article sont signalés en bibliographie par .